# Лі Цзундао
Лі Цзун-дао (англ. Lee Tsung-dao, кит.: 李政道; pinyin: Lǐ Zhèngdào; 24 листопада 1926, Шанхай — 4 серпня 2024) — американський фізик китайського походження, лауреат Нобелівської премії з фізики 1957 року.

## Життєпис
Навчався в університетах м. Чжецзян, Ханькоу, Куньмін. У 1946 році емігрував до США, де продовжив освіту в Чикаго (під керівництвом Енріко Фермі).
Працював в Каліфорнійському університеті Берклі, Колумбійському університеті. У 1956
році став професором (full professor).

## Дослідження
Наукові роботи з квантової теорії поля, теорії елементарних частинок, ядерної фізики, статистичної механіки, гідродинаміки, астрофізики.
У 1956 році спільно з Янгом Чженьніном сформулював гіпотезу про незбереження парності в реакціях слабкої взаємодії. У 1957 році гіпотезу експериментально підтвердили. У тому ж році вони вдвох стали нобелівськими лауреатами з фізики.

## Нагороди
- Нобелівська премія з фізики (1957)
- Премія Альберта Ейнштейна (1957)
- Медаль Галілео Галілея (1979)
- Орден «За заслуги перед Італійською Республікою» (1986)
- Медаль Маттеуччі (1995)
- Медаль Оскара Кляйна (1993)

## Особисте життя
У 1950 році одружився зі співвітчизницею Цинь Хвейцзюнь (秦惠莙), має двох синів: Джеймса і Стефана (хімік). У 1995 році овдовів.

## Цікаві факти
- Лі — наймолодший професор за всю історію Колумбійського університету, став ним у віці 29 років[джерело?].
- Лі та Янг — перші китайці, які здобули Нобелівську премію.